# Remulopygus coalitus
Remulopygus coalitus är en mångfotingart som först beskrevs av Carl Graf Attems.  Remulopygus coalitus ingår i släktet Remulopygus och familjen Harpagophoridae. Inga underarter finns listade i Catalogue of Life.